# O Lamparina
O Lamparina é um filme brasileiro de 1964, do gênero comédia, produzido e estrelado por Amácio Mazzaropi, dirigido por Glauco Mirko Laurelli e filmado na Fazenda da Santa, em Taubaté.

## Sinopse
Bernardino é um pacato homem do campo que para não se defrontar com o bando de cangaceiros de Zé Candiero, acaba se disfarçando e é confundido com um deles. Incrementando a farsa em que se encontrou, faz sua família passar por seu bando e acabam indo parar no acampamento dos verdadeiros cangaceiros, onde o destemido Lamparina vai ter que mostrar sua valentia. Depois de passar um ano na cadeia, assusta os habitantes da cidade de Sororóca, que pensavam que estava morto e que agora é uma assombração.

## Elenco
- Amácio Mazzaropi - Bernardino Jabá
- Geny Prado - Dona Marcolina Jabá
- Manoel Vieira - Seu Manoel
- Astrogildo Filho - Zé Candieiro
- Zilda Cardoso - Maria
- Ana Maria Guimarães - Filha de Bernardino
- Emiliano Queiroz - Ezequiel
- Carlos Garcia - Filho de Bernardino
- Francisco di Franco (creditado como Francisco de Souza) - filho de Bernardino
- Rosemary Wong - Filha do Inspetor
- Carla Diniz - Noêmia
- Augusto César Ribeiro
- Rafael Gallardo Tina
- Agostinho Toledo
- João Batista de Souza - o garoto
- David Cardoso - Homem no coral

## Contexto histórico
O massacre do bando de cangaceiros chefiado por Virgulino Ferreira, o Lampião, em 1938, marcou a memória do povo brasileiro, inspirando não somente a literatura como também o cinema nacional. A representação do famoso bandido foi constante na cinematografia brasileira, desde a primeira obra que inaugurou o gênero de "filme de cangaço": O Cangaceiro (1953), dirigido por Lima Barreto, numa produção da Vera Cruz. Na década de 1960, o Cinema Novo iria consagrar internacionalmente o novo gênero, bem vivo ainda nos dias de hoje. Num registro totalmente diferente da maior parte dos filmes propostos pelo cinema brasileiro, O Lamparina de Mazzaropi rompe com o caráter trágico ou dramático das caracterizações até então propostas, inserindo a figura do cangaceiro num contexto cômico e irônico inédito até então.